# Colorifuzia
Colorifuzia – wymarły rodzaj karaczanów z rodziny Fuziidae, obejmujący tylko jeden znany gatunek: Colorifuzia agenora.
Rodzaj i gatunek typowy opisali w 2013 roku Wei Dandan, Liang Junhui i Ren Dong na podstawie pięciu skamieniałości pochodzących z piętra keloweju w jurze, odnalezionych w formacji Jiulongshan w okolicy wsi Daohugou, na terenie chińskiej Mongolii Wewnętrznej.
Owad ten miał ciało długości od 19,5 do 21,5 mm oraz szerokości od 5,1 do 6,5 mm. Niewielka głowa była zauważalnie wydłużona. Przedplecze było duże, eliptyczne w zarysie, pośrodku ciemno zabarwione. Przednie skrzydło miało długość 14,9-16,1 mm, eliptyczny kształt, u samicy o szerokim, a u samca o zaostrzonym wierzchołku. Między żyłką radialną a żyłką medialną znajdowała się podłużna, paskowata, ciemna plama. Użyłkowanie skrzydła było bogatsze niż u Fuzia i Parvifuzia. Bardzo długie pole kostalne miało jasne żyłki wstawkowe. Liczba odgałęzień żyłki radialnej wynosiła 15-23, medialnej: 2-6, a przedniej kubitalnej: 11-17. Odnóża były smukłe. Odwłok składał się z 10 widocznych segmentów; u samic zakończony był bardzo szerokim pokładełkiem, a u samców parą 14-członowych, szczypcowatych przysadek odwłokowych.